# Алвин (Илиноис)
Алвин (енгл. Alvin) град је у америчкој савезној држави Илиноис.

## Демографија
По попису из 2000. године број становника је 316.
| Група             | 2000.       | 2010.    |
| Белци             | 307 (97,2%) | 0 (0,0%) |
| Афроамериканци    | 0 (0,0%)    | 0 (0,0%) |
| Азијати           | 1 (0,3%)    | 0 (0,0%) |
| Хиспаноамериканци | 2 (0,6%)    | 0 (0,0%) |
| Укупно            | 316         | 0        |